# Paço Municipal de Jaguaripe
O Paço Municipal de Jaguaripe, em Jaguaripe, município do interior do estado da Bahia, foi tombado pelo Instituto do Patrimônio Histórico e Artístico Nacional (IPHAN) em 1941, através do processo de número 265.

## História
Uma das mais antigas casas de Câmara e Cadeia do estado, foi construída no final do século XVII, às margens do rio Jaguaripe, voltado para a Praça da Bandeira. Sua volumetria e planta se assemelham àquelas da arquitetura residencial do período. Foi tombado pelo Instituto do Patrimônio Histórico e Artístico Nacional (IPHAN) em 1941, recebendo tombo histórico (Inscrição 166/1941) e tombo de belas artes (Inscrição 263/1941).
A antiga Vila de Nossa Senhora da Ajuda de Jaguaripe tornou-se município de Jaguaripe em 1899. A cidade possui tuneis, utilizados pelos moradores como defesa contra ataques de povos indígenas. E nos porões do Paço Municipal, funcionava a temível Prisão do Sal, onde presos morriam afogados quando a maré subia e inundava suas celas.

## Arquitetura
Construída segundo planta retangular com cômodos intercomunicantes, desenvolve-se em dois pisos na frente e quatro no fundo, devido à declividade do terreno. O segundo subsolo apresenta, ainda que embrionariamente, um elemento que se difundiria no século seguinte, a arcada. No primeiro subsolo, abaixo do nível da praça, se realizava a feira sendo superposta por um mezanino, de pé-direito reduzido. A cadeia instalava-se neste subsolo e no térreo, também ocupado por serviços administrativos. Ao pavimento nobre destinavam-se a Sala da Câmara e serviços afins. Edificação robusta, onde predominam os cheios em relação aos vazios, é delimitada por cunhais, cobertura em quatro águas com beira-saveira no frontispício e cornija nas demais fachadas. As envasaduras são simples, em arco abatido na sua maioria, tendo no último andar, balcão com gradil de ferro forjado. Sua implantação e volumetria tornam-no um elemento de referência na paisagem, avistado a grande distância.